# Polo aquático nos Jogos Olímpicos de Verão de 1948
O torneio de Pólo aquático nos Jogos Olímpicos de Verão de 1948 foi realizado em Londres, Reino Unido.

## Masculino
| Ouro | Prata | Bronze |
| Itália Pasquale Buonocore Emilio Bulgarelli Cesare Rubini Geminio Ognio Ermenegildo Arena Aldo Ghira Tullo Pandolfini Mario Maioni Gianfranco Pandolfini | Hungria László Jeney Miklós Holop Dezsö Gyarmati Károly Szittya Oszkár Csuvik István Szivós Dezsö Lemhényi Jenö Brandi Dezsö Fabian Endre Györfi | Países Baixos Johannes Rohner Cornelis Korevaar Cornelis Braasem Hans Stam Rudolph van Feggelen Frits Smol Albert Ruimschotel Hendrikus Keetelaar Pieter Salomons |

### Primeira fase

#### Grupo A
| Equipe         | Pts | J | V | E | D | GP | GC |
| -------------- | --- | - | - | - | - | -- | -- |
| Bélgica        | 3   | 2 | 1 | 1 | 0 | 14 | 5  |
| Estados Unidos | 3   | 2 | 1 | 1 | 0 | 11 | 4  |
| Uruguai        | 0   | 2 | 0 | 0 | 2 | 1  | 17 |

| 30 de julho |      |                |
| Bélgica     | 10–1 | Uruguai        |
| Uruguai     | 0–7  | Estados Unidos |
| 31 de julho |      |                |
| Bélgica     | 4–4  | Estados Unidos |

#### Grupo B
| Equipe  | Pts | J | V | E | D | GP | GC |
| ------- | --- | - | - | - | - | -- | -- |
| Suécia  | 4   | 2 | 2 | 0 | 0 | 10 | 2  |
| Espanha | 2   | 2 | 1 | 0 | 1 | 6  | 5  |
| Suíça   | 0   | 2 | 0 | 0 | 2 | 2  | 11 |

29 de julho
| Suécia      | 6–1 | Suíça   |
| 30 de julho |     |         |
| Suécia      | 4–1 | Espanha |
| 31 de julho |     |         |
| Suíça       | 1–5 | Espanha |

#### Grupo C
| Equipe        | Pts | J | V | E | D | GP | GC |
| ------------- | --- | - | - | - | - | -- | -- |
| Países Baixos | 4   | 2 | 2 | 0 | 0 | 26 | 1  |
| Índia         | 2   | 2 | 1 | 0 | 1 | 8  | 16 |
| Chile         | 0   | 2 | 0 | 0 | 2 | 4  | 21 |

| 30 de julho   |      |       |
| Países Baixos | 12–1 | Índia |
| Chile         | 4–7  | Índia |
| 31 de julho   |      |       |
| Países Baixos | 14–0 | Chile |

#### Grupo D
| Equipe     | Pts | J | V | E | D | GP | GC |
| ---------- | --- | - | - | - | - | -- | -- |
| Itália     | 3   | 2 | 1 | 1 | 0 | 13 | 4  |
| Iugoslávia | 3   | 2 | 1 | 1 | 0 | 16 | 7  |
| Austrália  | 0   | 2 | 0 | 0 | 2 | 3  | 21 |

| 30 de julho |      |            |
| Itália      | 9–0  | Austrália  |
| Iugoslávia  | 12–3 | Austrália  |
| 1 de agosto |      |            |
| Itália      | 4–4  | Iugoslávia |

#### Grupo E
| Equipe      | Pts | J | V | E | D | GP | GC |
| ----------- | --- | - | - | - | - | -- | -- |
| Hungria     | 4   | 2 | 2 | 0 | 0 | 16 | 4  |
| Egito       | 1   | 2 | 0 | 1 | 1 | 5  | 8  |
| Reino Unido | 1   | 2 | 0 | 1 | 1 | 5  | 14 |

| 31 de julho |      |             |
| Hungria     | 11–2 | Reino Unido |
| Egito       | 3–3  | Reino Unido |
| 1 de agosto |      |             |
| Hungria     | 5–2  | Egito       |

#### Grupo F
| Equipe    | Pts | J | V | E | D | GP | GC |
| --------- | --- | - | - | - | - | -- | -- |
| França    | 4   | 2 | 2 | 0 | 0 | 11 | 2  |
| Argentina | 2   | 2 | 1 | 0 | 1 | 7  | 6  |
| Grécia    | 0   | 2 | 0 | 0 | 2 | 3  | 13 |

| 30 de julho |     |           |
| França      | 4–1 | Argentina |
| Argentina   | 6–2 | Grécia    |
| 31 de julho |     |           |
| França      | 7–1 | Grécia    |

### Segunda fase
Na segunda fase, as doze equipes classificadas da fase anteiror são divididas em quatro grupos de três equipes cada. As equipes que estavam em um grupo na primeira fase permanecem no mesmo grupo agora, considerando-se inclusive os resultados. O mesmo critério foi adotado para as demais fase do torneio

#### Grupo G
| Equipe         | Pts | J | V | E | D | GP | GC |
| -------------- | --- | - | - | - | - | -- | -- |
| Suécia         | 3   | 2 | 1 | 1 | 0 | 8  | 1  |
| Bélgica        | 2   | 2 | 0 | 2 | 0 | 5  | 5  |
| Estados Unidos | 1   | 2 | 0 | 1 | 1 | 4  | 11 |

| 2 de agosto    |     |        |
| Bélgica        | 1–1 | Suécia |
| 3 de agosto    |     |        |
| Estados Unidos | 0–7 | Suécia |

#### Grupo H
| Equipe        | Pts | J | V | E | D | GP | GC |
| ------------- | --- | - | - | - | - | -- | -- |
| Países Baixos | 4   | 2 | 2 | 0 | 0 | 17 | 3  |
| Espanha       | 2   | 2 | 1 | 0 | 1 | 13 | 6  |
| Índia         | 0   | 2 | 0 | 0 | 2 | 2  | 23 |

| 2 de agosto |      |               |
| Espanha     | 2–5  | Países Baixos |
| 3 de agosto |      |               |
| Espanha     | 11–1 | Índia         |

#### Grupo I
| Equipe     | Pts | J | V | E | D | GP | GC |
| ---------- | --- | - | - | - | - | -- | -- |
| Itália     | 3   | 2 | 1 | 1 | 0 | 8  | 7  |
| Hungria    | 2   | 2 | 1 | 0 | 1 | 6  | 5  |
| Iugoslávia | 1   | 2 | 0 | 1 | 1 | 5  | 7  |

| 2 de agosto |     |         |
| Itália      | 4–3 | Hungria |
| Iugoslávia  | 1–3 | Hungria |

#### Grupo J
| Equipe    | Pts | J | V | E | D | GP | GC |
| --------- | --- | - | - | - | - | -- | -- |
| França    | 3   | 2 | 1 | 1 | 0 | 7  | 4  |
| Egito     | 2   | 2 | 0 | 2 | 0 | 7  | 7  |
| Argentina | 1   | 2 | 0 | 1 | 1 | 5  | 8  |

| 2 de agosto |     |           |
| Egito       | 3–3 | França    |
| Egito       | 4–4 | Argentina |

### Fase semifinal

#### Grupo K
| Equipe        | Pts | J | V | E | D | GP | GC |
| ------------- | --- | - | - | - | - | -- | -- |
| Países Baixos | 5   | 3 | 2 | 1 | 0 | 13 | 8  |
| Bélgica       | 4   | 3 | 1 | 2 | 0 | 8  | 5  |
| Suécia        | 3   | 3 | 1 | 1 | 1 | 8  | 7  |
| Espanha       | 2   | 3 | 0 | 2 | 1 | 9  | 11 |

| 4 de agosto |     |               |
| Bélgica     | 3–3 | Países Baixos |
| 5 de agosto |     |               |
| Suécia      | 3–5 | Países Baixos |
| Bélgica     | 4–1 | Espanha       |

#### Grupo L
| Equipe  | Pts | J | V | E | D | GP | GC |
| ------- | --- | - | - | - | - | -- | -- |
| Itália  | 6   | 3 | 3 | 0 | 0 | 14 | 6  |
| Hungria | 4   | 3 | 2 | 0 | 1 | 13 | 10 |
| França  | 1   | 3 | 0 | 1 | 2 | 9  | 13 |
| Egito   | 1   | 3 | 0 | 1 | 2 | 6  | 13 |

| 4 de agosto |     |        |
| Itália      | 5–1 | Egito  |
| Hungria     | 5–4 | França |
| 5 de agosto |     |        |
| Itália      | 5–2 | França |

### Fase final

#### Classificação 5º-8º lugares
| Equipe  | Pts | J | V | E | D | GP | GC |
| ------- | --- | - | - | - | - | -- | -- |
| Suécia  | 5   | 3 | 2 | 1 | 0 | 8  | 4  |
| França  | 4   | 3 | 1 | 2 | 0 | 6  | 5  |
| Egito   | 3   | 3 | 1 | 1 | 1 | 8  | 7  |
| Espanha | 0   | 3 | 0 | 0 | 3 | 3  | 9  |

| 6 de agosto |     |        |
| Suécia      | 3–2 | Egito  |
| Espanha     | 1–2 | França |
| 7 de agosto |     |        |
| Espanha     | 1–3 | Egito  |
| Suécia      | 1–1 | França |

#### Classificação 1º-4º lugares
| Equipe        | Pts | J | V | E | D | GP | GC |
| ------------- | --- | - | - | - | - | -- | -- |
| Itália        | 6   | 3 | 3 | 0 | 0 | 12 | 7  |
| Hungria       | 3   | 3 | 1 | 1 | 1 | 10 | 8  |
| Países Baixos | 2   | 3 | 0 | 2 | 1 | 9  | 11 |
| Bélgica       | 1   | 3 | 0 | 1 | 2 | 5  | 10 |

| 6 de agosto   |     |               |
| Hungria       | 4–4 | Países Baixos |
| Bélgica       | 2–4 | Itália        |
| 7 de agosto   |     |               |
| Bélgica       | 0–3 | Hungria       |
| Países Baixos | 2–4 | Itália        |

## Referência
(em inglês) Relatório oficial dos Jogos Olímpicos de Londres 1948